# Granica rosyjsko-ukraińska
Granica rosyjsko-ukraińska – granica międzypaństwowa, pomiędzy Rosją a Ukrainą, niegdyś granica wewnątrz radziecka. Jest drugą co do długości granicą państwową na kontynencie europejskim.

## Przebieg granicy
Granica ciągnąca się na długości (de iure) 1576 km a (de facto) b.d. od wybrzeża Morza Azowskiego na południu do trójstyku z Białorusią na północy, powstała po rozpadzie ZSRR.

### Rosyjskie jednostki administracyjne graniczące z Ukrainą
- Obwód briański
- Obwód kurski
- Obwód biełgorodzki
- Obwód woroneski
- Obwód rostowski
- Kraj Krasnodarski (wody terytorialne)
- Republika Krymu (de facto, zob.: Przesmyk Perekopski)

### Ukraińskie jednostki administracyjne graniczące z Rosją
- Obwód czernihowski
- Obwód sumski
- Obwód charkowski
- Obwód ługański (częściowo pod kontrolą tzw. ŁRL)
- Obwód doniecki (częściowo pod kontrolą tzw. DRL)
- Obwód chersoński (de facto, zob.: Przesmyk Perekopski)
- Republika Autonomiczna Krymu (de iure, wody terytorialne)

## Historia
Przebieg granicy pokrywa się z przebiegiem granicy pomiędzy Ukraińską SRR i Rosyjską FSRR ustaloną w 1924 roku, ze zmianami w 1954 (19 lutego przyłączenie Krymu do USRR).
Granica formalnie powstała w 1991 po rozpadzie ZSRR i od tego czasu nie była w pełni przeprowadzona demarkacja. Traktat o demarkacji wspólnej granicy między ministrami spraw zagranicznych Ukrainy i Rosji, został podpisany w dniu 17 maja 2010 roku i wszedł w życie w dniu 29 lipca tego samego roku.
Od wiosny 2014 roku granica została zagrożona możliwością interwencji wojsk rosyjskich. Już tego samego roku rząd ukraiński zaprezentował plan budowy systemu wzdłuż granicy z Rosją, o nazwie Projekt Mur. 19 listopada 2014 Rada Ministrów zatwierdziła dekret Prezydenta Ukrainy – jednostronnego wyznaczenia granicy ukraińsko-rosyjskiej (projekt o nazwie Europejskie drzewo). Ochrona granicy została wzmocniona. Na większości jej długości znajdują się posterunki graniczne. Przekraczanie granicy jest dozwolone tylko na przejściach granicznych. Wiele dróg lokalnych na pograniczu wiodących do granicy jest rozkopana lub zatarasowana w celu uniemożliwienia przejazdu.
Spory graniczne przed 2014 r.:
- Konflikt o Tuzłę

Od 2014 roku Federacja Rosyjska prowadzi działania na rzecz trwałych zmian terytorialnych kosztem Ukrainy. Po aneksji Krymu rozpoczęto działania wspierające ruchy separatystyczne na Ukrainie, w tym w szczególności wobec samozwańczych republik (Doniecka Republika Ludowa i Ługańska Republika Ludowa) w trakcie wojny w Donbasie.
Kwestia Donbasu stała się pretekstem do rozpoczęcia rosyjskiej inwazji w lutym 2022.